# Diego Nunes
Pour les articles homonymes, voir Nunes.
Diego Nunes né le 12 juillet 1986 est un pilote automobile brésilien.

## Carrière automobile
- 2002 : Formule Renault Brésil, Non classé
- 2003 : Formule Renault Brésil, 18e
- 2004 : Formule Renault Brésil, 9e
- 2005 : Formule Renault Brésil, 12e
  - Formule 3 sudaméricaine, 4e
- 2006 : Formule 3 sudaméricaine, 3e
  - Formule Renault Brésil, 16e
  - Euro Formule 3000, 15e
  - Formule 3000 Italienne, 14e
- 2007 : Euro Formule 3000, 2e
  - Formule 3000 Italienne, 2e
- 2008 : GP2 Asia Series, 19e
  - GP2 Series, 22e
- 2009 : GP2 Asia Series, 8e
  - GP2 Series, 20e